# Lonely Stranger
Lonely Stranger (englisch für „einsamer Fremder“) ist ein Pop-Rock-Lied des britischen Bluesmusikers Eric Clapton. Es erschien am 18. August 1992 unter Reprise Records und Warner/Chappell Music auf dem Hit-Album Unplugged. Produziert wurde die Aufnahme von Russ Titelman im Jahr 1992.

## Entstehung
Nachdem Claptons Sohn, Conor Clapton, im Winter des Jahres 1991 in New York City aus einem Wolkenkratzer gefallen und gestorben war, zog sich der Gitarrist und Sänger zunächst aus der Öffentlichkeit zurück. Noch im gleichen Jahr trat die US-amerikanische Regisseurin Lili Fini Zanuck mit Clapton in Kontakt und bat darum, dass der Brite die Begleitmusik zu ihrer Filmproduktion Rush über das Thema Verlust komponieren solle.
Clapton begann mit dem Schreibprozess in Los Angeles, Kalifornien und befand sich laut eigener Aussage in einer Verfassung der Einsamkeit. Dem Musikmagazin Guitar World berichtete Clapton im Jahr 1993, dass er „einige seltsame Gefühle“ entwickelt habe während seiner Arbeit in der Filmindustrie. Clapton selbst schrieb den Titel, um sich selbst besser zu fühlen, da er meinte, „gegen etwas Unbesiegbares“ angetreten zu sein.

## Aufnahme
Aufgenommen wurde der Titel am 16. Januar 1992 in den Bray Studios in Windsor, Berkshire im Rahmen der Unplugged-Sessions für den US-amerikanischen Musikfernsehsender MTV (Music Television). Während der Aufnahme verwendete Clapton eine spanische klassische Gitarre, die im Jahr 1977 von Juan Alvarez gebaut worden war. Diese Gitarre ist bekannt unter dem Spitznamen „1977“. Im Jahr 2004 versteigerte der britische Rockmusiker das Instrument für insgesamt 253.900 US-Dollar. Der gesamte Erlös ging an Claptons Alkohol- und Drogenrehabilitationszentrum, das Crossroads Centre, in Antigua. Das Instrument gilt als die teuerste Klassik-Gitarre der Welt und fand ebenso Verwendung auf dem Instrumentalstück Signe sowie auf Tears in Heaven. Clapton spielte das Stück ausschließlich am 16. Januar 1992 live während eines Konzertes.

## Besetzung
Folgende Musiker wirkten auf der Aufnahme mit.
- Eric Clapton – Gitarre, Gesang
- Ray Cooper – Percussion
- Steve Ferrone – Schlagzeug
- Nathan East – Bass, Gesang
- Andy Fairweather Low – Mandoline
- Tessa Niles – Hintergrundgesang
- Katie Kissoon – Hintergrundgesang

## Veröffentlichungen
Obwohl das Lied während der Kompositions- und Aufnahmearbeiten zum Soundtrack Music from the Motion Picture Soundtrack RUSH entstand, erschien das Lied weder im Film noch auf der Soundtrackveröffentlichung selbst. Erstveröffentlicht wurde Lonely Stranger am 18. August 1992 unter Reprise Records auf dem Live-Album Unplugged. Das Album ist ein Teil der Reihe MTV Unplugged und ist Claptons erfolgreichstes Album und die erfolgreichste Live-Albumveröffentlichung aller Zeiten mit mehr als 26 Millionen verkauften Einheiten (Stand: 2015). Am 11. September 2001 erschien der Titel auf einer Kompilation von Unplugged und dem 1999 veröffentlichten Album Clapton Chronicles: The Best of Eric Clapton unter WEA Records. Am 4. Oktober 2010 erschien der Song als Teil der sogenannten „The Platinum Collection“ unter Warner Bros. Records gemeinsam mit Liedern des 2001 veröffentlichten Studioalbums Reptile und Me and Mr. Johnson, welches 2004 erstmals erschien.
Der US-amerikanische Blues-Musiker Sonny Harper veröffentlichte eine Coverversion des Titels am 25. Juni 2002 auf dem Rockalbum Midnite Blues Party von Various Artists, bei dem unter anderem auch Künstler wie Paul McCartney, John Lennon (posthum), J. J. Cale und Dolly Parton vertreten sind.